# Evakuacija ranjenika i bolesnika plovnim sredstvima u NOB
Evakuacija ranjenika i bolesnika plovnim sredstvima u NOB  vršena je raznim brodovima na moru i rekama, u manjem obimu, odmah od početku ustanka a u većem nakon kapitulacije Italije i ulaska u poslednju godinu ratovanja. Ovaj oblik evakuacije postepeno se sve više širio što je NOB dobijala veći zamah. U Hvarskom kanalu između Hvara i Makarskog primorja ranjenici i bolesnici su povremeno prebacivani manjim brodovima pretežno noću. Mornarica NOV i PJ imala je samo jedan sanitetski brod  „Marin II”, tako da je najveći broj evakuacija obavljan improvizovanim plovilima, ne tako retko u sklopu prevoza jedinica i ratnog materijala.

## Ciljevi
Evakuacija ranjenika plovnim sredstvima u NOB imala je tri značajna cilja: 
- Rasterećenje krupnih operativnih jedinica od velikog broja ranjenika koji su te jedinice vodili sa sobom i time ograničavale svoju manevarsku i opštu borbenu sposobnost
- Omogućavanje da se u stacionarnim i bezbjednim uslovima na ostrvima u Jadranskom moru — Braču, Hvaru i Visu, a onda sa Visa u južnoj Italiji, u Bariju u ranjenicima pruži bezbedno i stručno lečenje. Time se ostvarivao osnovni medicinski zahtev — stacionarno, kontinuirano lečenja i nekretanje do pune rehabilitacije.
- Spašavanje života ranjenika, ispred neprijatelja koji je svim silama nastojao da ih zarobi ili uništi, angažovanjem velikih snaga koje su ponekad i uspevale da prodru i do samih skrivenih bolnica i ranjenika i nemilosrdno ih unište.[2]

## Istorija
Upotreba plovnih sredstava u NOV masovnije je započela posle kapitulacije Italije, jer su se znatno proširile mogućnosti evakuacije ranjenika i bolesnika morem i rekama. Evekuacija  brodovima je najviše obavljana u Dalmaciji, prvo prema Braču, Hvaru i Visu, a postom sa Visa za južnu Italiju, u Bari. 
Nakon što je od 2 do 3. oktobra 1943. parobrodom „Bakar” izvršena prva veća evakuacija 25 teških ranjenika u Bari, Brodovima Mornarice NOVJ sa Visa su evakuisanli u južnu Italiju desetina hiljada ranjenika i bolesnika, i oko 35.000 rekonvalescenata, žena i dece na Sinaj i u severnu Afriku.
Mornarice NOV i POJ plovila je sa ranjenicima i bolesnicima, zbegom i partizanima, oslanjajući se, prvenstveno, na svoja borbena sredstva a ponekad i na pratnju naoružanih brodova (NB) Mornarice NOVJ prihvatajući borbu u nepovoljnim uslovima, i uz rizik nastavljajući plovidbu prema Visu. 
Isto tako, bila je složena i zaštita evakuacije ranjenika i bolesnika 26. divizije za vreme desantnih operacija na Mljet, Korčulu, Brač, Hvar i Šoltu. Ranjenici su, obično, prebacivani zajedno s ostalim jedinicama, i zaštitu su vršili NB, nešto i saveznici (sa Brača).
Za vreme italijanske ofanzive „Albija” na Biokovu, u partizansku bolnicu na Hvar prebačeno je 10 partizana. U drugoj italijanskoj ofanzivi u Makarskom primorju, u julu 1943, prebačeno je sa Biokova na Hvar oko 200 lica (zbeg i ranjenici).

## Neuspešne evakuacije
Kako se Jadranskim morem plovilo svakodnevno, danju i noću, obično pod zaštitom savezničke avijacije i ratnih brodova, zbog slabe zaštite stradao je bolnički brod  „Marin II”, koji je napadnut i potopljen na ulazu u Višku luku 11. maja 1944. U njemu je tom priliko stradalo 49 ranjenika i 8 članova posade. 
Na minu u Tivatskom zalivu naleto je parobrod  „Cetinje” 10. decembra 1944. Poginulo je oko 90 ranjenika, bolesnika i članova posade, a spaseno samo 9. 
Na reci Savi 17. aprila 1945, prevozeći ranjenike iz Brčkog za Sremsku Mitrovicu, naleteo je na minu putnički brod „Kasija Miletić” i potonuo zajedno s drvaricom, šlepom za transport drvene građe. Od 220 ljudi, posade i putnika, spasilo se svega 17, dok se 203 utopila.

## Problemi
Meču najvažnije probleme u evakuaciji ranjenika i bolesnika plocvnim sredstvima treba navesti sleće:
- Brodovi, koji su prevozili ranjenike i bolesnike, nisu uvek imali oružanu pratnju, pa ni eskorte minolovaca, pod čijom bi zaštitom neke od havarija bile izbegnute (kao na primer havarija, brod „Cetinje” i „Kasija Miletić”.
- Prebacivanju ranjenika i bolesnika s obale ispod Velebita za Vis, zatim od Vodica na Kornate i Žirje i, dalje, za Vis, pa od Makarskog primorja i iz doline Neretve na Hvar ili na Vis, kao i od Dubrovačkog primorja sa Mljeta, Pelješca i Korčule na Vis.
- Najteže je biloto što su maršrute morem bile predugačke i što je bila mala brzina brodova, pa se moralo ploviti danju i tako se izlagati napadu nemačke avijacije, a noću krstarećim njemačkim ratnim brodovima.
- Pomoć od saveznika nije bila velika, jer oni nisu rado plovili brodovima bliže obali. Danju je, pak njihova avijacija pratila strategijsku avijaciju na putu iz Fođe u Italiji, za Mađarsku, Rumunjsku, Čehoslovačku i Austriju gdje su izvodili bombardovanje.